# Daniel Rigby
Daniel Rigby (Stockport, 6 dicembre 1982) è un attore e comico britannico.
Ha ricevuto il BAFTA TV Award per il suo ruolo da protagonista di Eric Morecambe nel film televisivo del 2011 Eric and Ernie.

## Biografia
Rigby è nato a Cheadle Hulme, Stockport, nella Grande Manchester. Ha frequentato la Cheadle Hulme School ed ha studiato le arti dello spettacolo allo Stockport College. Si è iscritto alla Royal Academy of Dramatic Art.

## Carriera
Rigby ha lavorato come cabarettista, avendo partecipato al Latitude Festival; vince nel 2007 il Laughing Horse New Act of the Year ed ha avuto una nomination per il concorso So You Think Are Funny del 2007. Nello stesso anno ha iniziato a lavorare per la televisione con la serie in costume della BBC Lilies. Rigby ha vinto il BAFTA come Migliore attore per la sua interpretazione di Eric Morecambe in Eric and Ernie battendo Matt Smith e Benedict Cumberbatch per il loro ruolo in The Doctor e Sherlock. Nel 2011 Rigby ha doppiato Copenhagen alla commedia di BBC Radio 4 Warhorses of Letters al fianco di Stephen Fry. Si è esibito in Holes di Tom Basden all'Arcola Theatre a Londra dal 16 luglio al 9 agosto accanto a Mathew Baynton.
Nel 2015 ha narrato il reboot della serie televisiva per bambini della BBC Teletubbies. Nel marzo del 2017 ha vinto il premio come miglior attore al Manchester Theatre Awards per la sua performance come Alan Turing in Breaking the Code al Royal Exchange, Manchester. Nel 2019 ha doppiato il ruolo da protagonista nella sitcom di Radio 4 ReincarNathan al fianco di Diane Morgan e Josh Widdicombe.

## Filmografia

### Cinema
- Giovani aquile (Flyboys), regia di Tony Bill (2006)
- Stand Up, regia di Joseph Pierce – cortometraggio (2008)
- Chloe and Will's Hot Date Night, regia di Edward Dick – cortometraggio (2011)
- The Kidnapping of Richard Franco, regia di Dan Clark – cortometraggio (2017)
- Sump, regia di Mike Wozniak – cortometraggio (2017)
- Careful How You Go, regia di Emerald Fennell – cortometraggio (2018)
- Il visionario mondo di Louis Wain (The Electrical Life of Louis Wain), regia di Will Sharpe (2021)

### Televisione
- Lilies – miniserie TV, 7 puntate (2007)
- Spooks: Code 9 – serie TV, episodio 1x02 (2008)
- The Street – serie TV, episodio 3x05 (2009)
- Ideal – serie TV, episodio 7x05 (2011)
- Eric & Ernie, regia di Jonny Campbell – film TV (2011)
- Black Mirror – serie TV, episodio 2x03 (2013)
- Miss Marple (Agatha Christie's Marple) – serie TV, episodio 6x01 (2013)
- Big School – serie TV, 9 episodi (2013-2014)
- That Day We Sang, regia di Victoria Wood – film TV (2014)
- From There to Here, regia di James Strong – miniserie TV (2014)
- Undercover – serie TV, 6 episodi (2015)
- Teletubbies – serie TV, 120 episodi (2015-2018) - voce
- Jericho – serie TV, 8 episodi (2016)
- Flowers – serie TV, 12 episodi (2016-2018)
- Gap Year – serie TV, episodio 1x06 (2017)
- Sick Note – serie TV, 10 episodi (2017-2018)
- La collina dei conigli (Watership Down) – miniserie animata, 4 puntate (2018) - voce
- Timewasters – serie TV, episodio 2x01 (2019)
- Defending the Guilty – serie TV, episodio 1x05 (2019)
- Jack and the Beanstalk: After Ever After, regia di David Sant – film TV (2020)
- Hansel & Gretel: After Ever After, regia di Dan Zeff – film TV (2021)
- Landscapers - Un crimine quasi perfetto (Landscapers), regia di Will Sharpe – miniserie TV (2021)
- The Witchfinder – serie TV, 6 episodi (2022)
- Tom Jones - Una storia d'amore (Tom Jones), regia di Georgia Parris – miniserie TV, 3 puntate (2023)
- Nell - Rinnegata (Renegade Nell), regia di Ben Taylor, Amanda Brotchie, MJ Delaney – miniserie TV, puntate 5-6 (2024)

## Teatro
| Anno | TITOLO                             | RUOLO                | NOTE                                  |
| ---- | ---------------------------------- | -------------------- | ------------------------------------- |
| 2004 | Amleto                             |                      |                                       |
| 2005 | Sogno di una notte di mezza estate |                      |                                       |
| 2005 | The Burial at Thebes               | Haemon               |                                       |
| 2006 | The White Album                    | Miles                |                                       |
| 2009 | The Mothwokfantastic               | Lui stesso           | Recitato al Festival di Edimburgo     |
| 2009 | Beyond The Front Line              | Soldato gallese      |                                       |
| 2009 | The Music Show                     |                      | Recitato al festival Just for Laughs  |
| 2010 | Afterbirth                         | Lui stesso           | Recitato al Festival di Edimburgo     |
| 2010 | Il conte di Montecristo            | Edmond Dantès        |                                       |
| 2011 | One Man, Two Guvnors               | Alan Dangle          |                                       |
| 2013 | Daniel Rigby: Berk in Progress     | Lui stesso           | Recitato al Festival di Edimburgo     |
| 2014 | Holes                              | Ian                  | Arcola Theatre                        |
| 2016 | Breaking the Code                  | Alan Turing          | Royal Exchange Theatre                |
| 2017 | La dodicesima notte                | Sir Andrew Aguecheek | Royal National Theatre, Olivier Stage |
| 2018 | Frost/Nixon                        | David Frost          | Crucible Theatre                      |
| 2018 | Sogno di una notte di mezza estate | Bottom               | Crucible Theatre                      |

## Doppiatori italiani
Nelle versioni in italiano delle opere in cui ha recitato, Daniel Rigby è stato doppiato da:
- Stefano Crescentini in Sick Note, Tom Jones - Una storia d'amore
- Edoardo Stoppacciaro in Landscapers - Un crimine quasi perfetto
- Nanni Baldini in Nell - Rinnegata, Black Mirror

Come doppiatore è stato sostituito da:
- Mario Cordova in Teletubbies
- Nanni Baldini ne La collina dei conigli